# Actinothoe milmani
Actinothoe milmani is een zeeanemonensoort uit de familie Sagartiidae.
Actinothoe milmani is voor het eerst wetenschappelijk beschreven door Haddon & Shackleton in 1893.